# Gabriele Wohmann
Gabriele Wohmann, née le 21 mai 1932 à Darmstadt et morte le 22 juin 2015 dans la même ville, est une écrivaine allemande. Elle laisse une œuvre considérable, sous des formats divers, romans et nouvelles majoritairement, mais aussi pièces de théâtre, pièces radiophoniques et télévisuelles, essais et poésie, dans laquelle elle traite souvent de la solitude, la difficulté de communiquer, l'ennui existentiel et la tentation du suicide. Elle trace aussi un portrait satirique de la société allemande.

## Biographie
Gabriele Guyot est issue d'une famille de pasteurs de Darmstadt. Son grand-père, le pasteur Johannes Guyot (1861-1910) a fondé la diaconie de Hesse en 1906. Son père Paul Daniel Guyot (1896-1974) est également engagé dans la diaconie à Darmstadt, c'est un hommes de lettres, tolérant et farouche adversaire des nazis qui cherchèrent à lui interdire l’exercice d’une partie de ses activités. Elle a deux frères et une sœur,.
Elle fréquente l'internat du Nordseepädagogium sur l'île de Langeoog, où elle obtient son abitur. Cette période de sa vie n'a pas été heureuse, « Ma scolarité a coïncidé majoritairement avec le nazisme et, ne serait-ce que pour cette raison, cela a été l’horreur, avec tout ce qui allait de pair, l’esprit d’équipe, marcher au pas etc. ».
De 1951 à 1953, elle étudie l'allemand, le roman, l'anglais, la musicologie et la philosophie à Francfort-sur-le-Main pendant quatre semestres sans diplôme.
Elle travaille ensuite  comme enseignante dans son ancienne école de Langeoog ainsi que dans un centre d'éducation aux adultes et une école de commerce.
En 1953, elle épouse le germaniste Reiner Wohmann (1926-2017) et, à partir de 1956, se consacre à l'écriture. Elle mène une vie bourgeoise et rangée dans la ville de Darmstadt où elle est née, aux côtés de son époux qui a abandonné toute activité professionnelle pour se consacrer exclusivement à la gestion de la carrière de sa femme.
En 1971, Gabriele Wohmann suit une cure de désintoxication en raison de dépendance à l’alcool et aux tranquillisants qui inspirera plus tard le scénario du téléfilm Entziehung.
Gabriele Wohmann meurt en juin 2015 à l'âge de 83 ans. Elle est inhumée au cimetière de Bessungen à Darmstadt (mur 111).

## Œuvre
Gabriele Wohmann, qui se considère comme une « graphomane », réalise depuis les années 1950 une œuvre considérable : récits, romans, poèmes, pièces radiophoniques, pièces télévisées et essais. dans laquelle elle décrit principalement - sous forme satirique - les problèmes de relation de couples et de structures familiales traditionnelles. Son travail prend la forme d'une chronique de la vie privée et des conflits qui se cachent derrière la façade de la vie quotidienne des personnages. La solitude, l'incommunicabilité, l’ennui existentiel et la tentation du suicide font partie des thèmes récurrents de Gabriele Wohmann. Elle se moque des obsessions romantiques de ses personnages. Au fil des décennies, elle trace aussi un portrait grinçant de l'Allemagne. Elle manie aussi bien la satire que la polémique, le comique de situation et de caractère.
Les livres de Gabriele Wohmann obtiennent beaucoup de succès, surtout durant les années 1970 et 1980 en Allemagne de l'Ouest. Ils sont traduits en 15 langues. La critique est plus mitigée, si certains voient dans ce microcosme une scène sur laquelle se négocient les grandes questions de la vie : «  Elle nous apprend à regarder de près et à remarquer ce qui se passe là où la société se construit : dans la sphère privée », d'autres lui reprochent de se complaire dans la noirceur, de reproduire inlassablement des stéréotypes sur l'ennui conjugal et de ne pas évoluer suffisamment. Peter Mohr la qualifie de « maîtresse des potins de femmes »,,. Benoît Pivert relève, de son côté la présence de l'humour, certes caustique, dans les textes de Gabriele Wohmann dès le début. Cette approche est partagée par le critique littéraire Georg Magirius qui lui attribue un humour plus britannique qu'allemand,.
Dans Die Bütows (1967), Gabriele Wohmann montre la survivance de l’éducation nationale-socialiste dont elle a souffert dans sa jeunesse. Elle décrit une petite bourgeoisie bornée dominée par un tyran domestique, le pharmacien Karl Bütow, nostalgique de l’ordre et de l’éducation spartiate.
Des parties importantes de son travail de cette période peuvent être attribuées à la Nouvelle intériorité (de) (Neue Innerichkeit) et, dans certains cas, à la thématique du mouvement des femmes après 1968. Elle obtient son plus grand succès auprès du public avec le roman de 1974, Paulinchen war allein zu Haus (Paulinchen était seule à la maison), qui est réédité plus de 20 fois et adapté au cinéma en 1981. Elle y critique le comportement excessif de certains soixante-huitards, en particulier dans l'éducation des enfants. Dans les nouvelles Freu Dich nicht zu früh (1991) et Die Mama hat Quartier gemacht (1991), ce sont des parents écologistes ou tiers-mondistes qui font l'objet de sa caricature qui souligne les incohérences entre les principes et la pratique quotidienne, notamment, encore, l'empathie envers les enfants. D'autres textes font la satyre des milieux littéraires, artistiques ou ecclésiastiques à qui elle reproche de céder à la modernité. Dans ses critiques de nouvelles tendances de la société, elle se montre pour le moins conservatrice. Dans une interview à Benoît Pivert, elle déclare, par exemple, être attachée à la tradition chrétienne et ne pas comprendre qu'on puisse ne pas s'en satisfaire ou explorer d'autres spiritualités et considère la théologie féministe comme épouvantable.
Parmi ses œuvres pour la télévision, le film Entziehung (1973) a obtenu le plus de succès avec près de deux millions de téléspectateurs. Elle y joue le rôle de son personnage Laura en 1973,.
Dans ses nouvelles, Wann kommt die Liebe, publiées en 2010, Gabriele Wohmann se montre, selon Johannes Breckner, « maîtresse dans l'exploration de ces perturbations minimes qui déclenchent le malaise . « Pour la spécialiste Sabine Doering, ces histoires sont des exemples de l'ensemble de l'œuvre de Gabriele Wohmann. Il y a "des scènes de l'ordinaire, un bonheur terrible de la classe moyenne, comme on ne peut guère l'imaginer plus ostensiblement", des études de personnages magistrales, "qui se transforment souvent en véritables comédies tragiques, mais parfois aussi en merveilleuses grotesques",.
Gabriele Wohmann est considérée comme l'une des autrices germanophones les plus prolifiques par Erika Tunner et Francis Claudon, une des autrices majeures de la littérature allemande.
En plus de cinq décennies, elle a publié plus de 600 histoires. Selon l'éditeur littéraire Tilman Krause, elle est une excellente chroniqueuse de la vie allemande et on peut la qualifier de « Reine de la nouvelle ». Malgré cette notoriété, son œuvre reste presque inconnue en France. Seuls deux romans Ausflug mit der Mutter (Portrait de la mère en veuve), Ach wie gut, dass niemand weiss (Le cas de Marlene Z.) et une sélection de nouvelles réunies sous le titre Le Seigneur est un ami ont été traduits, par Pierre Villain et Elisabeth Guyot.

## Adhésions
Gabriele Wohmann, participe, dans les années 1960, aux  réunions du Groupe 47, un groupe d'écrivains de langue allemande créé par Alfred Andersch et Hans Werner Richter en 1947 et actif jusqu'en 1967, ayant eu une importance considérable pour le renouveau de la littérature allemande d'après-guerre.
En 1966, elle est invitée par l’association des écrivains soviétiques et, en 1967, séjourne un an à la Villa Massimo à Rome grâce à une bourse.
Gabriele Wohmann est élue membre de l'Académie des arts de Berlin en 1975 et de l'Académie allemande pour la langue et la littérature de Darmstadt en 1980. De 1960 à 1988, elle est membre de la branche allemande du PEN International.

## Prix et distinctions
- 1965 : prix du narrateur radio de la SDR
- 1965 : prix littéraire Georg Mackensen
- 1967/68 : prix Villa Massimo[20]
- 1969 : prix allemand des nouvelles de la ville de Neheim-Hüsten
- 1971 : prix de littérature de Brême pour Ernste Absicht[20]
- 1980 : 
  - croix fédérale du Mérite, 1re classe[20]
  - Pièce radio du mois de novembre pour Hilfe kommt mir von den Bergen
- 1982 : prix Johann Heinrich Merck de la ville de Darmstadt[20]
- 1983 : conférence de poétique de l'université d'Augsbourg
- 1985 : écrivaine de la ville de Mayence[21]
- 1988 : 
  - Prix de la culture de Hesse[20]
  - Conférence de poétique à l'université de Mayence[22]
- 1993 : prix Konrad Adenauer de la Fondation allemande[7]
- 1994 : prix de littérature Montblanc[23]
- 1997 : grand-croix du Mérite[24]
- 2002 : médaille du Mérite du Bade-Wurtemberg[22]
- 2003 : plaque d'argent du mérite de la ville de Darmstadt[22]

Depuis la mi-mars 2017, une partie de l'Erbacher Strasse à Darmstadt porte le nom de "Gabriele Wohmann-Weg" en son honneur.

## Publications
Pour une liste plus complète, se référer à la liste établie par Georg Magirius, à l'occasion du 80e anniversaire de Gabriele Wohmann et mise à jour en 2016.
- Jetzt und Nie, Darmstadt / Neuwied, Luchterhand, 1958
- Der Herr ist ein Freund, 1958
  - Publié en français sous le titre Le Seigneur est un ami, Élisabeth Guillot (trad.), Verdier, 1997  (ISBN 978-2864322573)
- Abschied für länger, Fribourg, Walter, Olten, 1965  (ISBN 3-499-11178-0)
- Ernste Absicht, Berlin / Neuwied, Luchterhand Verlag, 1970  (ISBN 3-492-11698-1)
- Paulinchen war allein zu Haus, Darmstadt / Neuwied, Luchterhand, 1974  (ISBN 3-630-61219-9)
- Schönes Gehege, Darmstadt / Neuwied, Luchterhand, 1975,

- Ausflug mit der Mutter, Darmstadt / Neuwied, Luchterhand, 1976
  - Publié en français, sous le titre Portrait de la mère en veuve, Pierre Villain (trad.), Albin Michel, 1984 160 p.  (ISBN 978-2226036339)

- Frühherbst in Badenweiler, Darmstadt / Neuwied, Luchterhand, 1978
- Ach wie gut daß niemand weiß, Darmstadt / Neuwied, Luchterhand, 1980
  - Publié en français sous le titre Le Cas de Marlène Z., Pierre Villain (trad.), Albin Michel, 1985, réd. 1992, 367 p.  (ISBN 978-2226023056)

- Das Glücksspiel, Darmstadt / Neuwied, Luchterhand, 1981,  (ISBN 3-472-61459-5)
- Der Flötenton, Darmstadt / Neuwied, Luchterhand, 1987

- 'Bitte nicht sterben' (de), Munich, Piper, 1993,  (ISBN 3-492-03690-2)
- Aber das war noch nicht das Schlimmste, Munich, Piper, 1995
- Das Handicap, Munich, Piper; 1996
- Das Hallenbad, Munich, Piper, 2000
- Abschied von der Schwester, Zurich / Munich, Pendo, 2001
- Schön und gut, Munich, Piper, 2002
- Hol mich einfach ab, Munich, Piper, 2003

### Editions
- Anton P. Čechov: Anton Čechov. Sélection par Gabriele Wohmann, Cologne, Kiepenheuer & Witsch, 1985
- Karl Krolow: Gedichte. Choix et postface de Gabriele Wohmann, Francfort, Suhrkamp, 1980

### Traductions
- Nadine Brun-Cosme, Das Kind und die Taube, Cologne, 1991
- France Micél, Papa macht mir große Sorgen, Munich, 1994